# Sholam Weiss

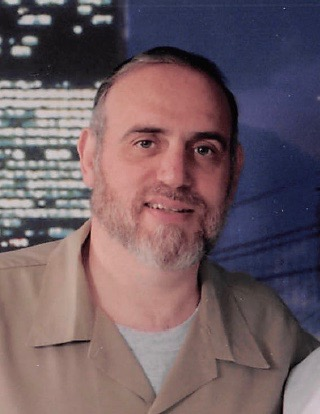
Sholam Weiss, 2018

Sholam Weiss, auch Shalom Weiss (* 1. April 1954) ist ein US-amerikanischer Geschäftsmann und verurteilter Betrüger.

## Leben
Sholam Weiss betrog als hinzugezogener Berater auf äußerst komplizierte und undurchschaubare Weise die National Heritage Life Insurance Company in Florida um mehr als 400 Millionen US-Dollar. Das war der größte Versicherungsbetrug in der amerikanischen Geschichte. Er stahl damit die Ersparnisse von ca. 27.000, meist älteren Amerikanern, die ihre gesamte Altersversorgung bei der Versicherungsgesellschaft angelegt hatten.
Das FBI und Interpol entdeckten den seit Oktober 1999 Flüchtigen in Brasilien und hefteten sich dort an seine Fersen. Nach einer turbulenten Verfolgung nahmen sie Weiss, der sein Aussehen komplett verändert hatte, am 24. Oktober 2000 in Wien fest, woraufhin eine Auslieferungshaft über ihn verhängt wurde. In der Folge stellten die USA ein Auslieferungsersuchen an die Republik Österreich. Die Auslieferung wurde nach längerem Verfahren unter Einbindung mehrerer österreichischer Höchstgerichte schließlich vom zuständigen Untersuchungsrichter bewilligt und am 9. Juni 2002 per Privatflugzeug vollzogen.
Weiss wurde zu 845 Jahren Haft verurteilt, die längste Strafe, die je für Wirtschaftskriminalität verhängt wurde. Er hatte die Haft in der Justizvollzugsanstalt in Coleman/Florida angetreten, wurde dann aber in das Hochsicherheitsgefängnis nach Lewisburg verlegt, wo er jetzt einsitzt.
2011 wurde seine Haftstrafe um 10 Jahre auf 835 Jahre reduziert.
Am 20. Januar 2021 wurde seine Strafe von US-Präsident Donald Trump in die bereits verbüßte Zeit umgewandelt.

## Weblink
- Antwort des österreichischen Justizministers auf eine Anfrage (mit vielen Details zum Fall)